# Risaralda (Kolumbia)
Risaralda – miasto w Kolumbii, w departamencie Caldas.